# 王奎 (弘治庚戌進士)
王奎（1459年—？），字國文，江西吉安府安福縣人，民籍，明朝政治人物。

## 生平
弘治二年（1489年）己酉科江西鄉試第九名舉人。弘治三年（1490年）中式庚戌科會試第二百十一名，三甲第六名進士。

## 家族
曾祖王仲超；祖父王思惠，遇例冠帶；父王乾溥，母黃氏。重庆下。